# Кэри, Макдональд
Эдва́рд Макдо́нальд Кэ́ри (англ. Edward Macdonald Carey; 15 марта 1913, Су-Сити, Айова — 21 марта 1994, Беверли-Хиллз, Калифорния) — американский актёр и радиоведущий, наиболее известен по роли Тома Хортона в мыльной опере NBC «Дни нашей жизни» и детектива в фильме Альфреда Хичкока «Тень сомнения». Лауреат дневной премии «Эмми» за лучшую мужскую роль (1974—1975)

## Биография

### Ранние годы
Родился в Су-Сити, штат Айова. Окончил Айовский университет со степенью бакалавра, учился в Висконсинском университете в Мадисоне где был членом братства Alpha Delta Phi.

### Радио
Гастролировал с театром Globe Players. Начал работать на радио, дебютировал в мыльной опере Стелла Даллас и John's Other Wife.
В 1941 году сыграл в бродвейском мюзикле Леди в ночи вместе с Гертрудой Лоуренс, Дэнни Кей и Виктором Мэтьюром. Получил предложение с контрактом от студии Paramount Pictures. В это же время боролся с алкоголизмом.

### Paramount Pictures
В 1942 году дебютировал на большом экране с фильма «Звёздно-полосатый ритм». В фильме «Возьми письмо, дорогой» режиссёра Митчелла Лейзена сыграл одну из главных ролей. С началом Второй мировой войны поступил на службу в Корпус морской пехоты США. До своего отъезда успел сыграть в мюзикле Paramount Pictures «Салют для троих». Получил назначение в 1944 году и посещал школу наводчиков истребителей в лагере Мэрфи, штат Флорида. После окончания обучения стал служить в 3-й эскадрилье воздушного оповещения, побывал на островах Эспириту-Санто, Бугенвиль и Минданао.
В 1947 году вернулся к работе на Paramount Pictures. Сыграл главные роли в картинах: «Внезапно пришла весна» (1947), «Опасность» (1948) и «Девушка мечты (1948)» вместе с Бетти Хаттон. В 1948 году сыграл роль Чезаре Борджиа в картине «Невеста мести» и популярном вестерне Улицы Ларедо. В 1949 году сыграл роль Ника Кэрриувея в фильме Алана Лэдда «Великий Гэтсби».

## Личная жизнь
С 1943 по 1969 год был женат на Элизабет Хекшер. В браке было шесть детей: Линн, Лиза, Стивенс, Тереза, Эдвард Макдональд младший и Поль. Позже встречался в Лоис Крейнс.
Был католиком и членом католической гильдии кинематографистов в Беверли-Хиллз. Похоронен на кладбище Святого креста, Калвер-Сити, Калифорния.

## Фильмография
- 1942 — Звездно-полосатый ритм[англ.] / Louie the Lug in Skit — Луи Луг пародия
- 1942 — Возьми письмо, дорогая[англ.] / Jonathan Caldwell — Джонатан Колдуэлл
- 1942 — Доктор Бродвей[англ.] / Dr. Broadway — доктор Тимоти Кейн
- 1942 — Остров Уэйк / Lt. Bruce Cameron — лейтенант Брюс Кэмерон
- 1943 — Тень сомнения / Detective Jack Graham — детектив Джек Грэм
- 1947 — Внезапно пришла весна[англ.] / Jack Lindsay — Джек Линдси
- 1947 — Девушка из варьете[англ.] / — камео
- 1949 — Улицы Ларедо / Lorn Reming — Лорн Реминг
- 1949 — Великий Гэтсби / Nicholas 'Nick' Carraway — Ник Кэррэуэй
- 1950 — Территория команчей[англ.] / James Bowie — Джеймс Боуи
- 1950 — Разделительная линия / Larry Wilder — Ларри Уайлдер
- 1951 — Великое ограбление в Миссури[англ.] / Jesse James — Джесси Джеймс
- 1951 — Давай сделаем это легально / Hugh Halsworth — Хью Холлсворт
- 1953 — Считайте часы / Count the Hours — Даг Мэдисон
- 1959 — Джон Пол Джонс / Patrick Henry — Патрик Генри
- 1962 — Проклятые / Simon Wells — Саймон Уэллс
- 1965 — Даниэль Бун[англ.] / Henry Pitcairn — Генри Питкэрн
- 1977 — Корни / Squire James — Джеймс Сквирс
- 1978 — Незнакомец в нашем доме / Professor Jarvis — профессор Джервис
- 1980 — Американский жиголо / Lawyer — судья